# Jarl Magnus Riiber
Jarl Magnus Riiber, född 15 oktober 1997, är en norsk utövare av nordisk kombination som ingick i det norska lag som vann silver i lagtävlingen vid Olympiska vinterspelen 2018.
Han vann sin första VM-medalj i Seefeld 2019 tillsammans med Jan Schmid i lagsprint. När Riiber senare i samma mästerskap vann guld i normalbacke + 10 km blev han den förste norrmannen att vinna VM-guld i nordisk kombination på 18 år.